# Jean de La Vallée
Jean de la Vallée (c. 1620 – 12 de março de 1696) foi um arquiteto, francês de nascimento, mas que viveu e trabalhou na Suécia.

## Biografia
Nascido na França, era filho do arquiteto Simon de la Vallée ( c. 1595 ). Realizou as suas primeiras viagens na França e na Itália, onde estudou as novas formas barrocas da arquitetura. Em 1637, veio para a Suécia com o seu pai Simon, que foi morto por um nobre sueco em 1642. O pai iniciou o planeamento da Casa dos Cavaleiros em Estocolmo e, em 1660, o seu filho concluiu o trabalho do pai. Antes disso, Jean de la Vallée projectou duas grandes igrejas no centro de Estocolmo, Katarina kyrka em 1656 e a Igreja Hedvig Eleonora em 1658.
Em 1646, recebeu uma bolsa real de três anos e iniciou uma viagem internacional para estudar arquitetura. Percorreu os Países Baixos até Paris, onde chegou em agosto de 1646. Continuou para a Itália e Roma, de onde partiu pela primeira vez na primavera de 1650.
Também trabalhou em encomendas de muitos nobres. Para Magnus Gabriel de la Gardie, projectou a remodelação do Castelo de Karlberg na capital. Outros exemplos notáveis do seu trabalho são o castelo de Skokloster, o Palácio de Bonde (agora a sede da Suprema Corte) e a remodelação do Palácio Wrangel (agora a sede de Svea Hovrätt, o Tribunal de Apelação de Svea), ambos em Riddarholmen, no centro de Estocolmo.

## Vida pessoal
Morreu em Estocolmo em 1696.